# France, revue de l'État nouveau
France, revue de l’État nouveau, est le périodique doctrinal du régime de collaboration de Vichy, pendant la Seconde Guerre mondiale.
Noël de Tissot, secrétaire général du Service d'ordre légionnaire écrit, en décembre 1942, dans le numéro 5 de cette revue, un article intitulé « Nos ennemis » où l'on peut lire : « Si la France ne veut pas mourir dans cette boue là, il faut que les derniers français dignes de ce nom déclarent une guerre sans merci à tous ceux qui, à l'intérieur comme à l'extérieur, se préparent à lui  ouvrir les écluses : juifs, maçons, communistes...toujours les mêmes et tous gaullistes ».
Ce même numéro contient notamment un article de François Mitterrand, Pèlerinage en Thuringe, dans lequel le futur Président de la République fustige 150 ans d'erreurs depuis la Révolution de 1789, ainsi qu'un article de Philippe Pétain.